# Hönir
Hönir, altnordisch Hœnir, ist in der nordischen Mythologie ein Gott, der durch Schweigsamkeit und Vornahme kultischer Handlungen eine gewisse Nähe zu priesterlichen Verhaltensweisen hat. Geltung erlangt er durch seine Rolle in der Schöpfungsgeschichte und in den Untergangsmythen sowie als Begleiter von Odin und Loki. Die Nachrichten über ihn sind jedoch so spärlich, dass man kein klares Bild von ihm gewinnen kann.

## Quellen

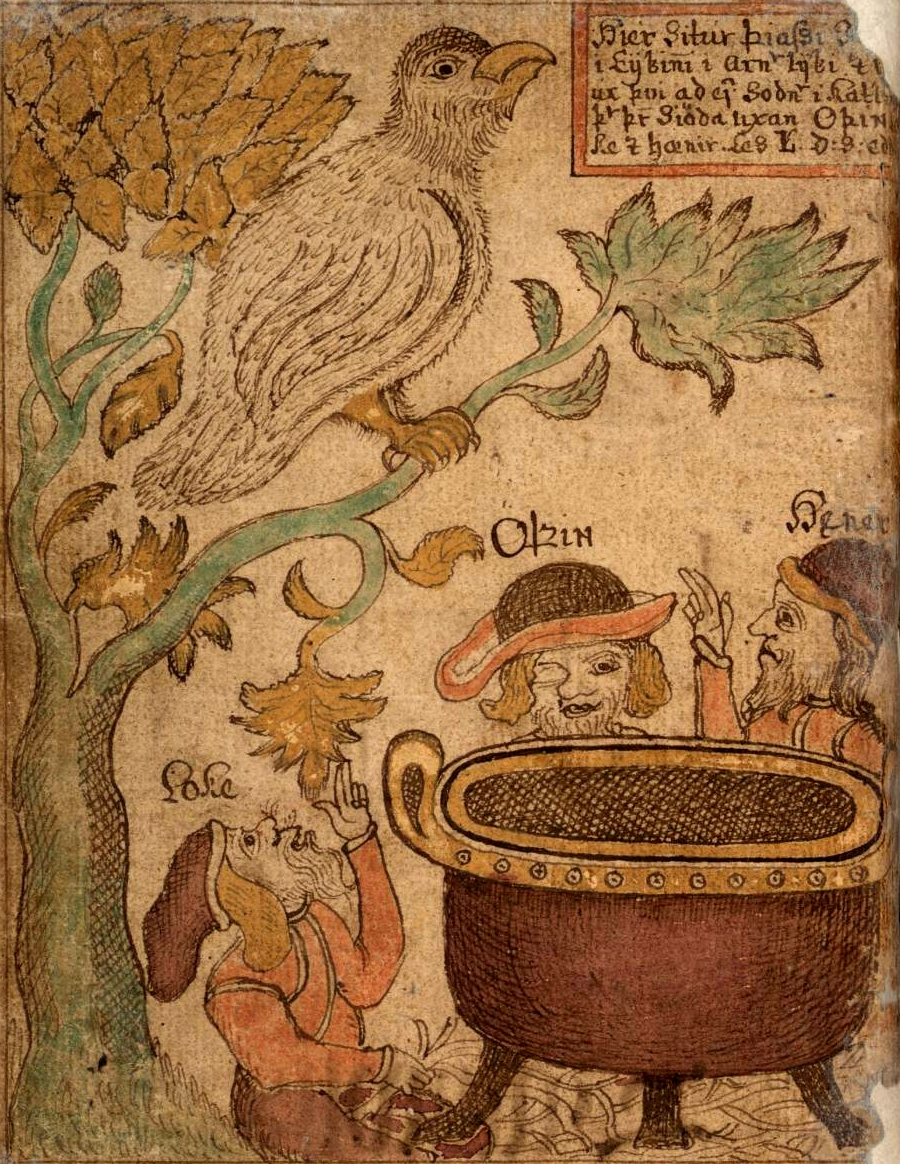
Thiazi zwingt die drei Götter, ihm ihr Gekochtes zu überlassen. Von links nach rechts: Loki, Odin und Hönir, der Adler ist Thiazi. Isländische Buchillustration des 18. Jahrhunderts.

## Forschung
Für die Forschung ist die Bewertung von Hönirs Überlieferung äußerst problematisch. Hönir tritt nur selten in Erscheinung, meist in blasser oder rätselhafter Weise, so dass sich aus den Mythen kein klares Bild ergibt. Aus diesem Grund versuchte man seinen Namen zu entschlüsseln, um zu seinem Wesen vorzudringen. Die Folge waren eine Fülle von Deutungen teils höchst spekulativen Charakters, von denen sich bis heute keine entscheidend durchsetzen konnte. Auf halbwegs gesichertem Boden befinden sich lediglich die Deutungen, die sich unmittelbar auf die überlieferten Mythen stützen.

### Mythen
Obwohl von Hönir kaum in der nordischen Mythologie berichtet wird, ist er kein unbedeutender Gott. Er steht auf einer Stufe mit Odin und Loki/Lodur, die zu den herausragenden Gestalten der nordischen Götterwelt zählen. Seine Gleichrangigkeit folgt daraus, dass diese drei Götter mehrfach als Dreiheit auftreten, wie die nachstehende Tabelle verdeutlicht.
| Gemeinschaft       | Mythos                                               | Quelle                                                                            |
| ------------------ | ---------------------------------------------------- | --------------------------------------------------------------------------------- |
| Odin, Hönir, Lodur | Erschaffung der ersten beiden Menschen Ask und Embla | Lieder-Edda, Völuspá, Strophe 17 f.                                               |
| Odin, Hönir, Loki  | Totschlag Oturs und Raub von Andwaris Schatz         | Lieder-Edda, Reginsmál, Einleitung; Prosa-Edda, Skáldskaparmál, Nr. 39            |
| Odin, Loki, Hönir  | Thiazis Raub der Göttin Idun                         | Haustlǫng = Prosa-Edda, Skáldskaparmál, Nr. 22; Prosa-Edda, Skáldskaparmál, Nr. 1 |
| Odin, Hönir, Loki  | Rettung des Bauernkinds vor dem räuberischen Riesen  | Loka táttur (färingische Volksballade)                                            |

Dabei bleibt der Gott in den Mythen von Thiazi und Otur stets passiv und schweigsam, was zusammen mit seiner Rolle als Geisel nach dem Wanenkrieg dazu führte, dass man ihn als schwache Natur einstufte, die ihre Kraft nur durch andere bezieht. Da er aber stets in vollkommenem Gegensatz zum geschwätzigen und schnell und unüberlegt handelnden Loki steht, scheint Hönir eher ein anderes Prinzip als Loki zu verkörpern. Im Lied Hávamál, in dem viele praktische Lebensratschläge ausgesprochen werden, klingt das deutlich an:

“Fróðr sá þycciz, er fregna kann
oc segia it sama;
eyvito leyna mego ýta sønir,
því er gengr um guma.”

„Viel spricht, wer niemals schweigt, nutzlose Worte
die geschwätzige Zunge, die man nicht ruhig hält,
erschwatzt sich oft Ungutes.“

Hönirs Verhalten entspricht im Vergleich mit Loki genau den Prinzipien þagall oc hugall „schweigsam und aufmerksam“, die dem Nordmann als wichtige Verhaltsmaximen ausdrücklich im Hávamál angeraten werden, und die auch in Deutschland in der bekannten Redewendung Reden ist Silber, Schweigen ist Gold ihren Niederschlag gefunden haben. Schweigen ist so gesehen eine erwünschte und positiv zu bewertende Eigenschaft, warum sollte man bei einem Gott eine Ausnahme davon machen?

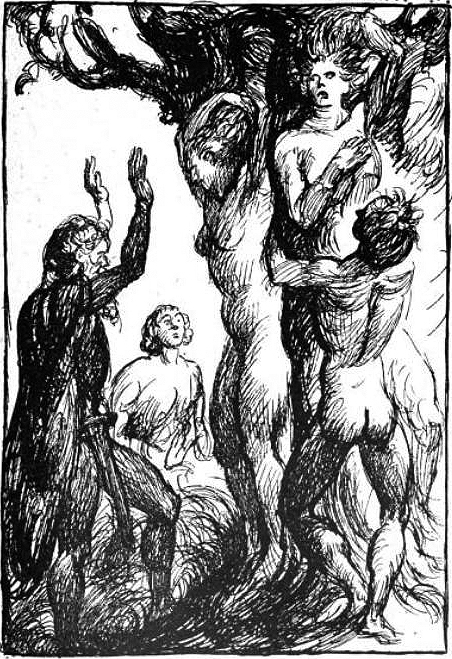
Die Entstehung von Askr und Embla. Illustration von Robert Engels, 1913.

In den Überlieferungen steht Odin immer an erster Stelle, Hönir und Loki hingegen wechseln einander an Position zwei und drei ab. Offenbar hängt das nicht vom Mythos ab, sondern vom Mythenerzähler, so dass keine Rangabstufung zwischen den beiden erkennbar ist. Wegen der dunklen Wesensnatur Lokis wirkt Hönir im Gegensatz dazu licht und hell, so dass man auch schon darüber mutmaßte, ob Hönir und Loki nichts anderes als Darstellungen der lichten und dunklen Seite Odins seien.
Im Einklang mit der Schweigsamkeit steht die Beobachtung, dass Hönir auch mit priesterlich-kultischen Aufgaben betraut ist, wie sich aus der Völuspá ergibt.

“Þá kná Hœnir hlautvið kiósa”

„Dann kann Hönir den Loszweig wählen.“

Die Auswahl des Loszweigs zur Deutung der Zukunft der Gemeinschaft wird bei Tacitus als Aufgabe des Stammespriesters beschrieben. So kann man auch in Hönirs Handlung eine priesterliche Verrichtung sehen, damit das Schicksal der neuen Welt ermittelt wird. Eine priesterlich-kultische Rolle lässt sich auch bei der Menschenschöpfung und beim Ärger über Thiazi, der eine Zeremonie entweiht, erkennen. Demzufolge könnte Hönir im Opferkult eine vergleichsweise große Bedeutung gehabt haben.
Aus der übrigen Überlieferung hingegen lässt sich keine gesicherte Erkenntnis gewinnen.
Hönirs priesterlich-kultischer Bedeutung, dass er zu den drei Göttern gehört, die aus Hölzern die ersten Menschen machen, gesellt sich die ungelöste Frage hinzu, warum Hönir den Menschen den óðr „Geist“ verleiht und nicht Odin, dessen Name doch unmittelbar aus dem Wort abgeleitet ist.
Vollkommen rätselhaft ist seine Rolle als Geisel nach dem Wanenkrieg, die in der Ynglingasaga beschrieben ist. Da man mit der Erzählung nicht viel anzufangen versteht, glaubte man, dass sie eine mythographische Erfindung Snorri Sturlusons sei, die den Zweck hat, die Herkunft von Mimirs Schädel zu erklären. Doch spricht gerade die Merkwürdigkeit der Mythe eher für ihre Authentizität. Snorri bekräftigt zudem in der Prosa-Edda, dass Hönir Geisel bei den Wanen war.
Ebenso ungeklärt ist, ob es einen bestimmten Grund dafür gibt, dass Hönir und Njörðr gegeneinander ausgetauscht wurden.
| Asen         | Wanen         | Quelle                           |
| ------------ | ------------- | -------------------------------- |
| Hönir        | Njörðr        | Prosa-Edda, Gylfaginning, Nr. 23 |
| Hönir, Mimir | Njörðr, Freyr | Ynglingasaga, Nr. 4              |

Unklar ist des Weiteren, was die Mythe besagen möchte, außer dass sie die mangelnden intellektuellen Fähigkeiten Hönirs zu belegen scheint. Doch ist dieser vordergründige Sinn anzweifelbar, denn nimmt man die Kommentierung Snorris für bare Münze, stellt sich die Frage, warum ausgerechnet der „Hohlkopf“ Hönir den Menschen Geist und Verstand eingegeben haben soll. Da die wahren Hintergründe der Mythe nicht bekannt sind, ist es letztlich wohl besser, Hönir wie in den Wandererzählungen nicht nach seinen aktiven Handlungen zu bewerten, sondern einen Sinn in seinem Tun zu finden. Vielleicht sollten Hönir und Mimir für eine Einheit stehen, die getrennt voneinander wertlos ist.
Zum Verständnis von Hönir trägt auch die Volksballade Loka táttur nicht viel bei, außer, dass sie die Götterdreiheit bekräftigt und Hönir Macht über Schwäne zuweist. Der Schwanenbezug stützt immerhin eine etymologische Deutung Hönirs als „der Schwanenartige“ (siehe unten). Der mythologische Wert der Ballade ist jedoch umstritten. Vielleicht bewahrt sie einen Zug eines untergegangenen nordischen Mythos, vielleicht auch nicht.
Ungeklärt bleiben ebenso die Kenningar für Hönir, die keinen der bekannten Erzählungen eindeutig zugeordnet werden können und über die man deshalb nur mutmaßen kann. Beinamen, die sich auf das Fortbewegen beziehen, wie „der schnelle Ase“, „Langfuß“ und auch „Schritt-Meila“ gehören zumindest offenbar zusammen.
Der Beiname aurkonungr ist bis heute unverstanden. Man weiß nicht, worauf die Kenning anspielt, und kann sie etymologisch nicht genau entschlüsseln. Dennoch spielt das Wort eine nicht unerhebliche Rolle für die Deutung von Hönirs Wesen, weil das altnordische Grundwort konungr „König“ bedeutet und dadurch verheißt, dass der Schlüssel zu Hönirs Bedeutung im Bestimmungswort aur stecken könnte. Doch entspricht aur keinem bekannten altnordischen Wort. Sprachlich nahe steht altnordisch aurr „sandiger Boden“, das von germanisch *auraz „Erde, Sand“ abstammt. Hierauf ruhen Deutungen von aurkonungr als „Sandkönig“ oder „Erdkönig“. Jedoch könnte aurr auch für „Nässe, Feuchtigkeit“ gestanden haben. Denn schließlich tropft nach den Worten der Völuspá von der Weltenesche Yggdrasil eine Flüssigkeit namens aurr, in der man die germanische Entsprechung des indischen Unsterblichkeitstranks Amrita sehen kann. Das hätte für Hönir zur Folge, dass die Kenning aurkonungr nicht nur für „Schlammkönig“, „Nässekönig“ oder „Wasserkönig“ stehen würde, sondern auch auf einen engen Bezug zum Weltenbaum anspielte, die den kultischen-priesterlichen Zug Hönirs verstärken würde. Etwas weniger fantastisch ist die Deutung, die aur zu altnordisch auðr „Reichtum“ stellt und aurkonungr mit „reicher König“ wiedergibt.

### Etymologie
Der Name Hönirs ist dunkel und stellte die Wissenschaft vor ein großes Rätsel, da man sich gerade von der Deutung des Namens erhoffte, Klarheit über den Gott zu erlangen. Die Liste der unterschiedlichen Wege, den Namen des Gottes zu verstehen, ist lang und ihre Ergebnisse liegen weit auseinander. Man erkannte in Hönir einen Wasser-, Wolken-, Sonnengott, einen Seelenführer oder Waldgott. Das tatsächliche Ergebnis der Namensbemühungen besteht darin, dass Hönir ein Präzedenzfall dafür ist, wie wackelig Deutungen sind, die eine mythische Figur aus ihrer Namensbedeutung erschließen wollen.

#### Hönir als Schwan
Eine These der älteren Forschung brachte über die Etymologie Hönirs Namen in Zusammenhang mit dem griechischen Κύκνείος, das „der Schwanartige“ bedeutet.
| Hœnir < altnordisch *huhnijaz vergleiche griechisch κύκνείος (kykneios) „der Schwanenartige“ < griechisch κύκνος (kyknos) „Schwan“ = „der Weiße“ (?) < vielleicht von indogermanisch kukno- „leuchtend, weiß“; keuk- „leuchten, weiß sein“ |

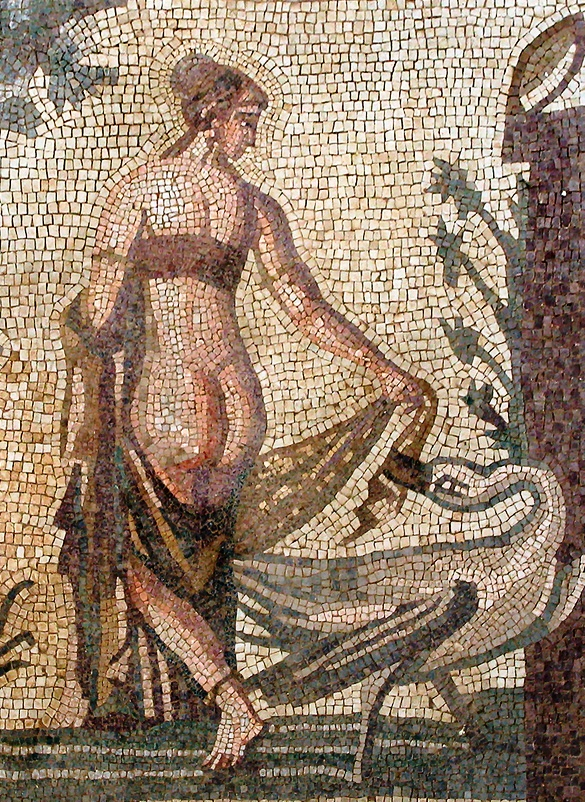
Leda und der Schwan. Mosaik, Zypern, 3. Jh. v. Chr.

Der Schwanartige ist ein Beiname von Zeus. Als ζεύς κύκνείος „schwanengleicher Himmelsgott“ verfolgt er Leda, die „Frau“, die sich ihm in der Gestalt einer Gans schließlich hingibt. Dieser Mythos stellt die Heilige Hochzeit zwischen dem Himmelsvater und der Urmeermutter dar. Aus dem 2. bis 3. Jahrhundert nach Christus hat man ein paar Votivsteine in römisch-germanischem Umfeld gefunden, die dem Gott Mars gewidmet sind, der darauf zusammen mit einer Gans abgebildet ist. Da Marsdarstellungen mit Gans im antiken Rom unbekannt sind, handelt es sich somit um einen germanischen Gott, der mit dem römischen Mars gleichgesetzt wurde. Nach der Interpretatio Romana ist das *Tiwaz (nordisch Tyr), der als ehemaliger germanischer Himmelsvater nicht nur sprachlich dem griechischen Ζεύς πατήρ (Zeus patér) „Gott-Vater“ entspricht. Die Gans neben Mars kann entweder nur eine Entsprechung von ihm selbst oder seiner Begleiterin sein. So ist es möglich, dass die Darstellung auf eine germanische Variante des Zeus-Leda-Mythos anspielt. Entspricht dem griechischen ζεύς κύκνείος ein germanischer Tiuz hihnijaz, wäre Hönir aus einer Nebenform von Tyr entstanden und mit diesem gleichzusetzen. Es ist durchaus vorstellbar, dass ein Schwan auch in der nordischen Mythologie noch als Begleittier der Urmutter verstanden wurde, wie die zwei Schwäne im Brunnen der Urd und der Schwanenbezug Njörðrs ahnen lassen.
Stütze findet diese Deutung durch das Lokka tattúr, in dem Hönir sich als Herr der Schwäne erweist, unter der Voraussetzung, dass die Ballade keine neuzeitliche Erfindung eines einzelnen Dichters ist, sondern tatsächlich Inhalte eines untergegangenen nordischen Mythos bewahrt. Eine weitere Stütze wäre vorhanden, wenn die Kenning aurkonungr tatsächlich „Wasserkönig“ oder „Schlammkönig“ bedeuten würde.

#### Hönir als Hahn
In der Wissenschaft findet heutzutage die These am meisten Zustimmung, die Hönirs Namen als „Hahn“ deutet.
| Hœnir < altnordisch hœna „Huhn“, hani „Hahn“ < germanisch *honam „Huhn“, *hanon, hanan „Hahn“ < indogermanisch *kan- „tönen, singen, klingen“ vergleiche lateinisch cano „ich singe“ von canere „singen, klingen“ |

Die wörtliche Bedeutung von Hahn lautet „Sänger“. In rituellen indischen Texten gibt es einen Opferpriester, der „Sänger des Höchsten“ genannt wird, den Udgatr. Seine besondere Aufgabe besteht darin, Menschen durch den Tod zu begleiten und ihre Wiederankunft im nächsten Leben zu bewirken. Es geht dabei um Hilfe während der drei großen menschlichen Übergänge: bei der Geburt, bei der Initiation, die zu einer rituellen Wiedergeburt führt und beim Tod zur Überführung in die neue Welt. Im Vergleich dazu steht Hönir in den Mythen auch einem Opferpriester nahe. Auf zwei von drei dieser Aufgaben könnten seine Mythen anspielen, nämlich bei der Schöpfung der ersten Menschen, die man auch als Geburt verstehen kann, und beim Übergang von den Ragnarök in die Neue Welt, in der er den Loszweig in priesterlicher Rolle wählt.
Der Hahn gilt nicht nur in der indischen Welt als Tier des Übergangs. Es gibt auch bei den Germanen Hinweise darauf, dass man dem Hahn grundsätzlich die Fähigkeit nachsagte, vom Tod zum Leben zu geleiten, wie es die Natur nahelegt, in der der Hahn bei Tagesanbruch das Ende der Nacht verkündet. Saxo Grammaticus erzählt in der Gesta Danorum davon, wie die Begleiterin von König Haddingus in der Unterwelt einen Hahn köpft und ihn über den Grenzwall der Göttin des Totenreichs, Hel, wirft, worauf der Hahn auf der anderen Seite der Mauer aufersteht und singt. Von den Rus überliefert Ibn Fadlán in seinem Reisebericht des 10. Jahrhunderts, dass eine Dienerin, die sich dazu entschieden hatte, ihrem Herrn in den Tod zu folgen, auf der Begräbniszeremonie einem Küken den Kopf abschneidet und dann ein Huhn nimmt und es auf das Grabschiff wirft, auf dem sie wenig später selbst getötet wird.
Die besondere Verbindung zwischen Mimir und Hönir, wird nach einer weiteren Hypothese auch daraus ersichtlich, weil im Eddalied Fjölsvinnsmál ein Hahn namens Widofnir, der eine andere Form von Hönir sein könnte, auf der Spitze eines Baums sitzt, der Mimameid genannt wird. Mimameid ist der Baum Mimirs und letztlich nur ein anderer Name für die Weltenesche Yggdrasil.
| Gemeinschaft                    | Mythos              | Quelle                          |
| ------------------------------- | ------------------- | ------------------------------- |
| Hönir, Mimir                    | Wanenkrieg          | Gylfaginning 23, Ynglingasaga 4 |
| Widofnir, Mimameid „Mimis Baum“ | Mythos von Widofnir | Fjölsvinnsmál 19–24             |

#### Liste der Namensdeutungen
Die nachstehende Tabelle stellt eine nicht vollständige Übersicht dar, welche verschiedenen Annahmen zur Namensetymologie Hönirs gemacht wurden. Die Liste erhält der Vergleichbarkeit halber auch die zuvor vorgestellten Gedankenführungen zu Hönir als Schwan und Hahn.
| Deutung des Namens als                              | Wegen Zusammenhangs mit                                                   | Grundlage im Mythos                                                                                  | Verständnis des Gottes als | Vertreter in dieser Richtung                                     |
| --------------------------------------------------- | ------------------------------------------------------------------------- | --- | -------------------------- | ---------------------------------------------------------------- |
| Hahngott                                            | altnordisch hana, hoena „Hahn, Huhn“, lateinisch canere „singen, klingen“ | Übergänge: Menschenschöpfung von Hölzern zu Menschen, nach den Ragnarök von der alten zur neuen Welt | (Sonnengott)               | L. Uhland, F. Detter und R. Heinzel, E. Hellquiest, A. Holtsmark |
| der Schallende, der Rauschende                      | lateinisch canorus „singend, klingend“                                    | Kenning aurkonungr                                                                                   | Wassergott                 | K. Müllenhoff                                                    |
| der Schwanengleiche                                 | griechisch κύκνος „Schwan“                                                | Lokka tattúr, Naturmythos: Wolken sind Schwäne im blauen Himmelssee.                                 | Himmels-, Wolkengott       | J. Hoffory, V. Rydberg, J. Loewenthal, F.R. Schröder             |
| Seelenführer                                        | litauisch kaūkas „Seele der Verstorbenen“                                 | | Totengott (Odin)           | F.R. Schröder                                                    |
| Hüter, Schirmer                                     | altfränkisch hode, althochdeutsch huota „Obhut, Schutz“                   | | germanischer Waldgott      | F. Kauffmann, H. Gering und B. Sijmons                           |
| der Erhöhte                                         | altnordisch hár „hoch“, dänisch hoine „die Höhe“                          | Naturmythos: Wolken sind Gefährten des Sturms (Odin).                                                | Wolkengott                 | M. Rödiger, H. Schück                                            |
|                                                     | litauisch šiaurys „Nordwind“, lateinisch caurus „Nordwind“                | | Wolkengott                 | J. Loewenthal                                                    |
| der wetzende Gott, Gott des geschärften Gegenstands | lateinisch cos „Wetzstein“, indogermanisch *ko- „scharf machen“           | |                            | G. van Langenhove                                                |
|                                                     | slawisch Hennil, Hainal, der „Gott der Morgenröte“                        | | Lichtgott (Morgenröte)     | E. Mogk                                                          |
|                                                     | germanisch *huhnijaz „der Leuchtende“                                     | | Lichtgott                  | W. Krogmann                                                      |
|                                                     |                                                                           | | Sonnengott                 | K. Weinhold                                                      |